# 比屋根安定

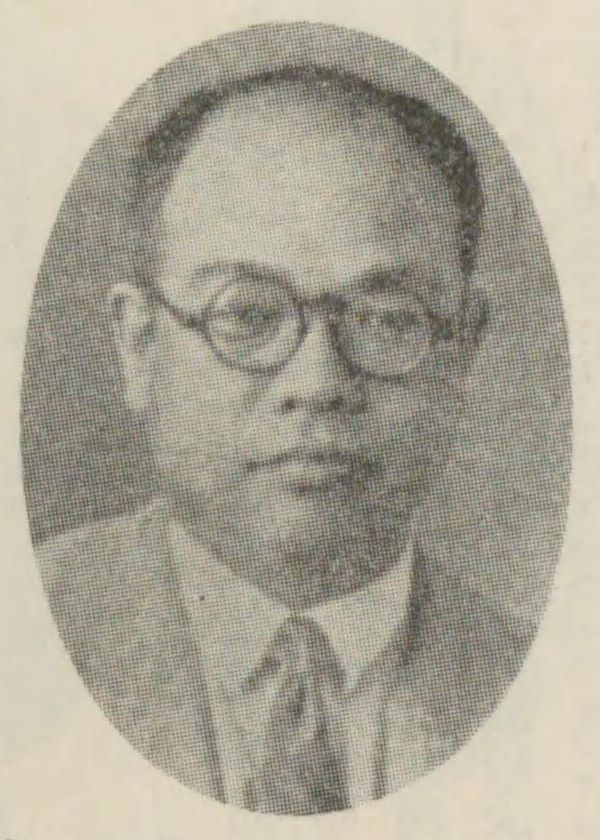
比屋根安定

比屋根 安定（ひやね あんてい、1892年（明治25年）10月3日 - 1970年（昭和45年）7月10日）は、日本のキリスト教神学者・宗教学者。東京都出身。

## 人物
先祖は首里（那覇市）出身。姓は琉球方言読みで「ひやごん」と読む。照屋寛範は幼馴染。ほとんど東京で暮らし、沖縄には時々帰省する程度だった。
1917年、青山学院神学部卒。1921年に青山学院、1949年に東京神学大学の教授となる。姉崎正治の教えを受ける。訳書も多い。1965年にキリスト教功労者を受賞。
1970年7月10日、老人性気管支喘息のため死去、享年77歳。

## 著書

### 単著
- 『日本宗教史』三共出版社、1925年4月。NDLJP:971133。
- 『世界宗教史』三共出版社、1926年5月。NDLJP:971190。
- 『埃及宗教文化史』春秋社、1930年2月。
- 『希臘羅馬宗教思想史』春秋社、1931年3月。
- 『吉利支丹迫害史』東方書院〈日本宗教講座〉、1933年12月。
- 『東洋の使徒聖サヸエル伝 日本基督教史序説』日独書院〈基督教大学叢書 第1編〉、1934年6月。
- 『日本近世基督教人物史』基督教思想叢書刊行会、1935年10月。
- 『五餅二魚』日曜世界社、1935年12月。
- 『世界巡礼記』教文館、1937年3月。
- 『基督教の日本的展開』基督教思想叢書刊行会、1938年9月。
- 『日本宗教史要』日独書院〈基督教教程叢書 第22編〉、1939年11月。
- 『支那基督教史』生活社〈東亜叢書〉、1940年7月。
- 『宗教史』姉崎正治閲補、東洋経済新報社〈現代日本文明史 第16巻〉、1941年5月。
- 『明治以降の基督教伝道』大八洲出版〈大八洲史書〉、1947年3月。
- 『基督教入門』大日本雄弁会講談社、1947年11月。
- 『ウイリヤム・ジエイムズの宗教心理学』玄理社、1948年9月。
- 『聖ザビエル伝』朝日新聞社、1949年5月。
- 『日本プロテスタント九十年史』日本基督教団出版事業部〈基督教教程叢書 第3輯〉、1949年10月。
- 『日本基督教史』教文館、1949年12月。
- 『神仏の微笑』創元社、1950年11月。
- 『日本宗教史』教文館、1951年5月。
- 『キリスト教読本』池田書店〈今日の教養書選 第48〉、1952年。
- 『教界三十五人像』日本基督教団出版部、1959年11月。
- 『福音と異教地盤』日本基督教団出版部、1961年6月。
- 『諸宗教事典』聖文舎、1963年12月。
- 『日本の宗教地盤』聖文舎〈ともしびシリーズ 2〉、1969年1月。
- 『日本近世基督教人物史』大空社〈伝記叢書 106〉、1992年12月。ISBN 9784872364057。
- 『基督教の日本的展開』大空社〈アジア学叢書 11〉、1996年9月。ISBN 9784756802507。
- 『支那基督教史』大空社〈アジア学叢書 245〉、2011年9月。ISBN 9784283008175。

### 編集
- 『吉利支丹物語 他三種』警醒社書店〈吉利支丹文庫 第1輯〉、1926年10月。
- 『南蛮寺興廃記 他二篇』警醒社書店〈吉利支丹文庫 第2輯〉、1926年12月。
- 『嶋原天草日記 他四篇』警醒社書店〈吉利支丹文庫 第3輯〉、1927年3月。
- 『原城紀事』 上篇、警醒社書店〈吉利支丹文庫 4輯〉、1927年9月。
- 『原城紀事』 下篇、警醒社書店〈吉利支丹文庫 5輯〉、1928年。
- 『日本基督教史要』日独書院〈基督教教程叢書 第6編〉、1932年8月。
- 『振興運動に際し全メソヂストに訴ふ』日本メソヂスト新聞社〈振興運動パンフレツト 第1輯〉、1932年10月。
- 『新・キリスト教辞典』誠信書房、1965年4月。

### 翻訳
- ウィリアム・ジェームズ『宗教経験の諸相 人間性の研究』警醒社、1922年10月。
- カール・マイケルソン 編『基督教と実存主義者たち』日本基督教団出版部、1957年4月。
- ヴィルヘルム・ヴント『民族心理学 人類発達の心理史』誠信書房、1959年3月。
- フリードリヒ・マックス・ミュラー『宗教学概論』誠信書房、1960年3月。
- C.P.ティーレ『宗教史概論』誠信書房、1960年5月。
- エドワード・バーネット・タイラー『原始文化 神話・哲学・宗教・言語・芸能・風習に関する研究』誠信書房、1962年11月。
- ジェームズ・フレイザー『宗教民俗学』誠信書房、1965年9月。

## 評伝
- 寺崎暹『比屋根安定 草分け時代の宗教史家』リブロポート〈シリーズ民間日本学者〉、1995年4月。ISBN 9784845709861。